# Eleições legislativas portuguesas de 1983 no distrito de Leiria
| Eleições legislativas portuguesas de 1983 Distritos: Aveiro \| Beja \| Braga \| Bragança \| Castelo Branco \| Coimbra \| Évora \| Faro \| Guarda \| Leiria \| Lisboa \| Portalegre \| Porto \| Santarém \| Setúbal \| Viana do Castelo \| Vila Real \| Viseu \| Açores \| Madeira \| Estrangeiro |

## Resultados por Concelho
Os resultados nos concelhos do Distrito de Leiria foram os seguintes:

### Alcobaça
| Partido                 | Partido                     | Votos  | %               | +/-   |
| ----------------------- | --------------------------- | ------ | --------------- | ----- |
|                         | Partido Socialista          | 11 503 | 37,31 / 100,00  | 12,76 |
|                         | Partido Social Democrata    | 10 601 | 34,39 / 100,00  | -     |
|                         | Centro Democrático e Social | 4 535  | 14,71 / 100,00  | -     |
|                         | Aliança Povo Unido          | 2 477  | 8,03 / 100,00   | 0,61  |
|                         | Outros                      | 881    | 2,86 / 100,00   |       |
| Votos Inválidos         | Votos Inválidos             | 832    | 2,70 / 100,00   | 0,19  |
| Total                   | Total                       | 30 829 | 100,00 / 100,00 |       |
| Eleitorado/Participação | Eleitorado/Participação     | 39 649 | 77,75 / 100,00  | 6,37  |

### Alvaiázere
| Partido                 | Partido                     | Votos | %               | +/-  |
| ----------------------- | --------------------------- | ----- | --------------- | ---- |
|                         | Partido Social Democrata    | 2 749 | 42,90 / 100,00  | -    |
|                         | Centro Democrático e Social | 2 315 | 36,13 / 100,00  | -    |
|                         | Partido Socialista          | 894   | 13,95 / 100,00  | 3,05 |
|                         | Aliança Povo Unido          | 96    | 1,50 / 100,00   | 0,10 |
|                         | Outros                      | 145   | 2,27 / 100,00   |      |
| Votos Inválidos         | Votos Inválidos             | 209   | 3,27 / 100,00   | 0,17 |
| Total                   | Total                       | 6 408 | 100,00 / 100,00 |      |
| Eleitorado/Participação | Eleitorado/Participação     | 8 577 | 74,71 / 100,00  | 7,85 |

### Ansião
| Partido                 | Partido                      | Votos  | %               | +/-  |
| ----------------------- | ---------------------------- | ------ | --------------- | ---- |
|                         | Partido Social Democrata     | 5 037  | 54,93 / 100,00  | -    |
|                         | Partido Socialista           | 2 170  | 23,66 / 100,00  | 8,83 |
|                         | Centro Democrático e Social  | 1 232  | 13,44 / 100,00  | -    |
|                         | Aliança Povo Unido           | 226    | 2,46 / 100,00   | 0,46 |
|                         | Partido da Democracia Cristã | 92     | 1,00 / 100,00   | 0,63 |
|                         | Outros                       | 162    | 1,76 / 100,00   |      |
| Votos Inválidos         | Votos Inválidos              | 251    | 2,74 / 100,00   | 1,01 |
| Total                   | Total                        | 9 170  | 100,00 / 100,00 |      |
| Eleitorado/Participação | Eleitorado/Participação      | 11 640 | 78,78 / 100,00  | 6,74 |

### Batalha
| Partido                 | Partido                      | Votos | %               | +/-  |
| ----------------------- | ---------------------------- | ----- | --------------- | ---- |
|                         | Partido Social Democrata     | 3 534 | 46,07 / 100,00  | -    |
|                         | Partido Socialista           | 1 982 | 25,84 / 100,00  | 9,83 |
|                         | Centro Democrático e Social  | 1 535 | 20,01 / 100,00  | -    |
|                         | Aliança Povo Unido           | 186   | 2,42 / 100,00   | 0,62 |
|                         | Partido da Democracia Cristã | 98    | 1,28 / 100,00   | 0,91 |
|                         | Outros                       | 108   | 1,40 / 100,00   |      |
| Votos Inválidos         | Votos Inválidos              | 228   | 2,97 / 100,00   | 0,78 |
| Total                   | Total                        | 7 671 | 100,00 / 100,00 |      |
| Eleitorado/Participação | Eleitorado/Participação      | 9 320 | 82,31 / 100,00  | 5,68 |

### Bombarral
| Partido                 | Partido                     | Votos  | %               | +/-  |
| ----------------------- | --------------------------- | ------ | --------------- | ---- |
|                         | Partido Socialista          | 2 597  | 32,48 / 100,00  | 7,75 |
|                         | Partido Social Democrata    | 2 364  | 29,56 / 100,00  | -    |
|                         | Centro Democrático e Social | 1 532  | 19,16 / 100,00  | -    |
|                         | Aliança Povo Unido          | 1 007  | 12,59 / 100,00  | 1,04 |
|                         | Outros                      | 217    | 2,72 / 100,00   |      |
| Votos Inválidos         | Votos Inválidos             | 279    | 3,49 / 100,00   | 0,39 |
| Total                   | Total                       | 7 996  | 100,00 / 100,00 |      |
| Eleitorado/Participação | Eleitorado/Participação     | 10 688 | 74,81 / 100,00  | 6,39 |

### Caldas da Rainha
| Partido                 | Partido                     | Votos  | %               | +/-  |
| ----------------------- | --------------------------- | ------ | --------------- | ---- |
|                         | Partido Social Democrata    | 8 616  | 35,74 / 100,00  | -    |
|                         | Partido Socialista          | 8 118  | 33,67 / 100,00  | 9,32 |
|                         | Centro Democrático e Social | 3 690  | 15,31 / 100,00  | -    |
|                         | Aliança Povo Unido          | 2 356  | 9,77 / 100,00   | 0,10 |
|                         | Outros                      | 695    | 2,89 / 100,00   |      |
| Votos Inválidos         | Votos Inválidos             | 632    | 2,63 / 100,00   | 0,73 |
| Total                   | Total                       | 24 107 | 100,00 / 100,00 |      |
| Eleitorado/Participação | Eleitorado/Participação     | 31 912 | 75,54 / 100,00  | 6,77 |

### Castanheira de Pera
| Partido                 | Partido                     | Votos | %               | +/-   |
| ----------------------- | --------------------------- | ----- | --------------- | ----- |
|                         | Partido Socialista          | 1 733 | 58,10 / 100,00  | 11,00 |
|                         | Partido Social Democrata    | 746   | 25,01 / 100,00  | -     |
|                         | Aliança Povo Unido          | 213   | 7,14 / 100,00   | 1,59  |
|                         | Centro Democrático e Social | 93    | 3,12 / 100,00   | -     |
|                         | Outros                      | 102   | 3,43 / 100,00   |       |
| Votos Inválidos         | Votos Inválidos             | 96    | 3,21 / 100,00   | 0,16  |
| Total                   | Total                       | 2 983 | 100,00 / 100,00 |       |
| Eleitorado/Participação | Eleitorado/Participação     | 3 914 | 76,21 / 100,00  | 8,08  |

### Figueiró dos Vinhos
| Partido                 | Partido                     | Votos | %               | +/-  |
| ----------------------- | --------------------------- | ----- | --------------- | ---- |
|                         | Partido Social Democrata    | 3 040 | 56,09 / 100,00  | -    |
|                         | Partido Socialista          | 1 223 | 22,56 / 100,00  | 7,66 |
|                         | Centro Democrático e Social | 547   | 10,09 / 100,00  | -    |
|                         | Aliança Povo Unido          | 143   | 2,64 / 100,00   | 0,11 |
|                         | Outros                      | 168   | 3,10 / 100,00   |      |
| Votos Inválidos         | Votos Inválidos             | 299   | 5,51 / 100,00   | 2,33 |
| Total                   | Total                       | 5 420 | 100,00 / 100,00 |      |
| Eleitorado/Participação | Eleitorado/Participação     | 7 080 | 76,55 / 100,00  | 6,29 |

### Leiria
| Partido                 | Partido                     | Votos  | %               | +/-   |
| ----------------------- | --------------------------- | ------ | --------------- | ----- |
|                         | Partido Social Democrata    | 19 300 | 35,36 / 100,00  | -     |
|                         | Partido Socialista          | 15 865 | 29,07 / 100,00  | 10,63 |
|                         | Centro Democrático e Social | 13 211 | 24,21 / 100,00  | -     |
|                         | Aliança Povo Unido          | 3 139  | 5,75 / 100,00   | 0,39  |
|                         | Outros                      | 1 479  | 2,71 / 100,00   |       |
| Votos Inválidos         | Votos Inválidos             | 1 584  | 2,91 / 100,00   | 0,70  |
| Total                   | Total                       | 54 578 | 100,00 / 100,00 |       |
| Eleitorado/Participação | Eleitorado/Participação     | 67 181 | 81,24 / 100,00  | 5,96  |

### Marinha Grande
| Partido                 | Partido                     | Votos  | %               | +/-  |
| ----------------------- | --------------------------- | ------ | --------------- | ---- |
|                         | Aliança Povo Unido          | 6 743  | 37,64 / 100,00  | 0,59 |
|                         | Partido Socialista          | 6 459  | 36,06 / 100,00  | 8,78 |
|                         | Partido Social Democrata    | 2 651  | 14,80 / 100,00  | -    |
|                         | Centro Democrático e Social | 811    | 4,53 / 100,00   | -    |
|                         | União Democrática Popular   | 312    | 1,74 / 100,00   | 0,29 |
|                         | Outros                      | 431    | 2,41 / 100,00   |      |
| Votos Inválidos         | Votos Inválidos             | 506    | 2,82 / 100,00   | 0,27 |
| Total                   | Total                       | 17 913 | 100,00 / 100,00 |      |
| Eleitorado/Participação | Eleitorado/Participação     | 22 581 | 79,33 / 100,00  | 7,21 |

### Nazaré
| Partido                 | Partido                     | Votos  | %               | +/-  |
| ----------------------- | --------------------------- | ------ | --------------- | ---- |
|                         | Partido Socialista          | 4 616  | 53,59 / 100,00  | 9,52 |
|                         | Partido Social Democrata    | 1 746  | 20,27 / 100,00  | -    |
|                         | Aliança Povo Unido          | 1 016  | 11,79 / 100,00  | 0,67 |
|                         | Centro Democrático e Social | 705    | 8,18 / 100,00   | -    |
|                         | União Democrática Popular   | 130    | 1,51 / 100,00   | 1,39 |
|                         | Outros                      | 149    | 1,74 / 100,00   |      |
| Votos Inválidos         | Votos Inválidos             | 252    | 2,93 / 100,00   | 0,47 |
| Total                   | Total                       | 8 614  | 100,00 / 100,00 |      |
| Eleitorado/Participação | Eleitorado/Participação     | 11 372 | 75,75 / 100,00  | 5,17 |

### Óbidos
| Partido                 | Partido                     | Votos | %               | +/-   |
| ----------------------- | --------------------------- | ----- | --------------- | ----- |
|                         | Partido Socialista          | 2 600 | 45,26 / 100,00  | 14,52 |
|                         | Partido Social Democrata    | 1 519 | 26,44 / 100,00  | -     |
|                         | Centro Democrático e Social | 613   | 10,67 / 100,00  | -     |
|                         | Aliança Povo Unido          | 569   | 9,90 / 100,00   | 0,30  |
|                         | Outros                      | 218   | 3,79 / 100,00   |       |
| Votos Inválidos         | Votos Inválidos             | 226   | 3,94 / 100,00   | 0,21  |
| Total                   | Total                       | 5 745 | 100,00 / 100,00 |       |
| Eleitorado/Participação | Eleitorado/Participação     | 7 952 | 72,25 / 100,00  | 5,31  |

### Pedrogão Grande
| Partido                 | Partido                     | Votos | %               | +/-  |
| ----------------------- | --------------------------- | ----- | --------------- | ---- |
|                         | Partido Social Democrata    | 1 976 | 57,85 / 100,00  | -    |
|                         | Partido Socialista          | 710   | 20,78 / 100,00  | 7,02 |
|                         | Centro Democrático e Social | 391   | 11,45 / 100,00  | -    |
|                         | Aliança Povo Unido          | 85    | 2,49 / 100,00   | 0,09 |
|                         | Outros                      | 104   | 3,04 / 100,00   |      |
| Votos Inválidos         | Votos Inválidos             | 150   | 4,39 / 100,00   | 1,63 |
| Total                   | Total                       | 3 416 | 100,00 / 100,00 |      |
| Eleitorado/Participação | Eleitorado/Participação     | 4 797 | 71,21 / 100,00  | 9,60 |

### Peniche
| Partido                 | Partido                     | Votos  | %               | +/-  |
| ----------------------- | --------------------------- | ------ | --------------- | ---- |
|                         | Partido Socialista          | 6 329  | 44,92 / 100,00  | 9,72 |
|                         | Partido Social Democrata    | 3 301  | 23,43 / 100,00  | -    |
|                         | Aliança Povo Unido          | 2 547  | 18,08 / 100,00  | 0,46 |
|                         | Centro Democrático e Social | 1 114  | 7,91 / 100,00   | -    |
|                         | Outros                      | 411    | 2,94 / 100,00   |      |
| Votos Inválidos         | Votos Inválidos             | 389    | 2,76 / 100,00   | 0,50 |
| Total                   | Total                       | 14 091 | 100,00 / 100,00 |      |
| Eleitorado/Participação | Eleitorado/Participação     | 18 154 | 77,62 / 100,00  | 7,40 |

### Pombal
| Partido                 | Partido                     | Votos  | %               | +/-   |
| ----------------------- | --------------------------- | ------ | --------------- | ----- |
|                         | Partido Social Democrata    | 12 974 | 48,91 / 100,00  | -     |
|                         | Partido Socialista          | 7 479  | 28,20 / 100,00  | 10,11 |
|                         | Centro Democrático e Social | 3 320  | 12,52 / 100,00  | -     |
|                         | Aliança Povo Unido          | 860    | 3,24 / 100,00   | 0,50  |
|                         | Outros                      | 800    | 3,00 / 100,00   |       |
| Votos Inválidos         | Votos Inválidos             | 1 091  | 4,11 / 100,00   | 0,50  |
| Total                   | Total                       | 26 524 | 100,00 / 100,00 |       |
| Eleitorado/Participação | Eleitorado/Participação     | 38 781 | 68,39 / 100,00  | 6,65  |

### Porto de Mós
| Partido                 | Partido                     | Votos  | %               | +/-   |
| ----------------------- | --------------------------- | ------ | --------------- | ----- |
|                         | Partido Social Democrata    | 4 771  | 36,41 / 100,00  | -     |
|                         | Partido Socialista          | 3 859  | 29,45 / 100,00  | 10,58 |
|                         | Centro Democrático e Social | 2 807  | 21,42 / 100,00  | -     |
|                         | Aliança Povo Unido          | 911    | 6,95 / 100,00   | 0,23  |
|                         | Outros                      | 387    | 2,96 / 100,00   |       |
| Votos Inválidos         | Votos Inválidos             | 367    | 2,80 / 100,00   | 0,76  |
| Total                   | Total                       | 13 102 | 100,00 / 100,00 |       |
| Eleitorado/Participação | Eleitorado/Participação     | 16 319 | 80,29 / 100,00  | 7,06  |